# 僧帽弁狭窄症
僧帽弁狭窄症（そうぼうべんきょうさくしょう，mitral stenosis，MS）は、心疾患の一種であり、僧帽弁口の狭窄によって左心房から左心室へ血液が流れにくくなる疾患である。また、指定難病に指定されている。

## 定義（概念）
心臓の左心房と左心室の間には、僧帽弁 (mitral valve) と呼ばれる、二枚の尖弁（前尖、後尖）が存在する。
この弁は、左心房の収縮時には開いて、左心房からの血液を左心室へ流入させる一方、左心室収縮時には閉じて、左心室から左心房への逆流を防いでいる。
通常僧帽弁口の面積は4 - 6cm2であるが、僧帽弁尖の癒着などにより僧帽弁口の面積が1.5cm2以下になると、様々な症状を呈するようになる。

## 病態
僧帽弁口の面積が減少すると、心拡張期（つまり左心房収縮時）に左心房から左心室へ血液が十分に流れなくなる。
左心房圧の上昇により、肺高血圧、肺水腫、右心不全、心房細動などを引き起こす。
左心室血液流入量低下により、左心不全を引き起こす。
左心室への血液が足りなくなるので、左心室肥大はあまりみられない。

## 症状
左心室血液流入量低下によるもの
- 易疲労感
- 末梢性チアノーゼ

左心房圧上昇によるもの
- 労作時呼吸困難
- 肺高血圧[2]
- 肺水腫
- 右心不全（肝腫大、全身性浮腫、頚静脈怒張）

## 合併症
- 心房細動
- 塞栓症
3日以上の心房細動によって、心房内に血栓が形成されやすく、その血栓が流れて、脳塞栓、急性心筋梗塞などを引き起こす。

## 検査
- 聴診
  - Ⅰ音の亢進
  - 僧帽弁解放音の聴取
  - 拡張中期遠雷様雑音（ランブル）

- 胸部X線写真
  - 左第2弓、左第3弓の突出
  - 右第2弓のdouble shadow

- 心エコー
  - 左心房の拡大

- 心電図
- 心臓カテーテル検査
  - 肺動脈楔入圧の上昇

## 治療
- 内科的治療
  - ループ利尿薬
  - ジギタリス、ワーファリン（心房細動合併時）

- 外科的治療
  - 僧帽弁置換術 (MVR)
  - 経皮的僧帽弁交連術 (PTMC)